# Colonel Jacques Bouvar
Colonel Jacques Bouvar is een personage, dat te zien is in de Bond film Thunderball en gespeeld wordt door stuntman Bob Simmons.
Jacques Bouvar was een Franse moordenaar, die in dienst was van SPECTRE als 'nummer 6'. In de teaser van Thunderball woont hij zijn eigen begrafenis bij, vermomd als zijn eigen weduwe. James Bond is daar om de plechtigheid te volgen. Als Bouvar ten slotte wegrijdt en vervolgens aankomt op zijn verblijf, zit James Bond hem op te wachten. Hij zegt eerst zijn medeleven te willen betuigen, maar slaat hem dan met een vuist in het gezicht. Hij vertelt hem dat hij weet dat hij Bouvar zelf is, omdat hij zich heeft verraden na de begrafenis. Bouvar heeft het portier van de auto namelijk zelf geopend, in plaats van de bediende het te laten doen. Hierop ontstaat een gevecht, waarbij Bouvar op het einde door Bond gewurgd wordt met een pook en Bond tulpen over Bouvars lichaam gooit voor hij zich uit de voeten maakt en zijn bewakers arriveren.